# Wii Play: Motion
 (août 2024).
La mise en forme du texte ne suit pas les recommandations de Wikipédia : il faut le « wikifier ».
Les points d'amélioration suivants sont les cas les plus fréquents. Le détail des points à revoir est peut-être précisé sur la page de discussion.
- Les titres sont pré-formatés par le logiciel. Ils ne sont ni en capitales, ni en gras.
- Le texte ne doit pas être écrit en capitales (les noms de famille non plus), ni en gras, ni en italique, ni en « petit »…
- Le gras n'est utilisé que pour surligner le titre de l'article dans l'introduction, une seule fois.
- L'italique est rarement utilisé : mots en langue étrangère, titres d'œuvres, noms de bateaux, etc.
- Les citations ne sont pas en italique mais en corps de texte normal. Elles sont entourées par des guillemets français : « et ».
- Les listes à puces sont à éviter, des paragraphes rédigés étant largement préférés. Les tableaux sont à réserver à la présentation de données structurées (résultats, etc.).
- Les appels de note de bas de page (petits chiffres en exposant, introduits par l'outil «  Source ») sont à placer entre la fin de phrase et le point final[comme ça].
- Les liens internes (vers d'autres articles de Wikipédia) sont à choisir avec parcimonie. Créez des liens vers des articles approfondissant le sujet. Les termes génériques sans rapport avec le sujet sont à éviter, ainsi que les répétitions de liens vers un même terme.
- Les liens externes sont à placer uniquement dans une section « Liens externes », à la fin de l'article. Ces liens sont à choisir avec parcimonie suivant les règles définies. Si un lien sert de source à l'article, son insertion dans le texte est à faire par les notes de bas de page.
- La présentation des références doit suivre les conventions bibliographiques. Il est recommandé d'utiliser les modèles {{Ouvrage}}, {{Chapitre}}, {{Article}}, {{Lien web}} et/ou {{Bibliographie}}. Le mode d'édition visuel peut mettre en forme automatiquement les références.
- Insérer une infobox (cadre d'informations à droite) n'est pas obligatoire pour parachever la mise en page.

Pour une aide détaillée, merci de consulter Aide:Wikification.
Si vous pensez que ces points ont été résolus, vous pouvez retirer ce bandeau et améliorer la mise en forme d'un autre article.
Wii Play: Motion, connu sous le titre de Wii Remote Plus Variety (Wiiリモコンプラス バラエティ, Wii Rimokon Purasu Baraeti) au Japon, est un jeu vidéo commercialisé sur console de salon Wii et suite du jeu vidéo Wii Play (2006). Il est le tout dernier jeu en date de 2012 de la série des jeux Wii. Il est commercialisé en Amérique du Nord le 13 juin 2011 ; en Europe le 24 juin, et en Australie le 30 juin 2011.

## Liste des minis jeux
Défi glacé : Maintenez en équilibre une glace qui devient de plus en plus grande.(Médaille de platine : 80 points ou plus)
Intrus gourmands : Marquez des points en tapant sur la tête des taupes qui apparaissent dans le jardin.
Jeu du ricochets : Ramassez un galet et lancez-le à l'horizontale pour le faire ricocher à la surface de l'eau. Vous n'avez que 5 essais pour réaliser le plus de ricochets possible.(Médaille de platine : 180 points ou plus)
Tir panoramique : Visez les ennemis et les cibles qui font leur apparition à l'écran ! Les ennemis peuvent aussi apparaître hors champ, alors essayez de pointer la télécommande Wii tout autour de vous.
Jeu de poses plus : Faites tourner vos Mii dans tous les sens afin que sa pose corresponde au contour de chaque portail ! Si vous n'arrivez pas à prendre la pose à temps, vous percuterez le portail et vous perdrez un cœur.(Médaille de platine : 900 points ou plus)
Trampoland : Sautez et récoltez des gemmes tout en vous dirigeant vers l'arrivée.
As de la bascule : Inclinez la bascule et lancez la bille sur les cibles pour accéder aux niveaux supérieurs ! Mais ne faites pas tomber la bille, sinon vous perdrez du temps.(Médaille de platine : finir les 30 niveaux
Fantômes cachés : Cherchez des fantômes hors de l'écran avec la télécommande Wii en vous servant des sons qu'elle émet comme indices.
Parapluie extrême : Servez-vous d'un parapluie pour récolter des gemmes et atteindre la fin du parcours ! Utilisez la puissance du vent à l'aide de votre parapluie pour prendre de la vitesse et donner un petit coup de télécommande Wii vers le haut pour sauter.
Trésors engloutis : Plongez au plus profond de la mer pour récupérer autant de trésors que possible ! Mais si vous touchez une créature marine, pour perdez du dioxygène.
Ballons au vent : Agitez vigoureusement une feuille pour guider vos ballons jusqu’à l'arrivée, les ballons éclatent s'ils heurtent un obstacle.
Station spatiale : Prenez les commandes d'une navette et aidez à construire une station spatiale (Médaille de platine : finir les 30 niveaux)

## Développement
Wii Play: Motion est annoncé par la presse officielle de Nintendo le 12 avril 2011. Il a également été montré à l'E3 durant cette même année,. Le développement du jeu provient des efforts combinés de nombreux développeurs de jeux vidéo incluant Good-Feel et Chunsoft, qui, sur la demande de Nintendo, ont créé les prototypes des jeux utilisés sur l'accessoire Wii MotionPlus. Lors d'une entrevue avec Iwata demande, Ryusuke Niitani explique qu'il pourrait créer un jeu par lui-même s'il en avait l'occasion ; il crée alors Wii Play: Motion. Selon Cubed3, un total d'approximativement 200 personnes ont été impliquées dans la création de Wii Play: Motion.

## Accueil
Wii Play: Motion est moyennement accueilli par l'ensemble des critiques et rédactions, avec une moyenne générale de 60,59 % sur GameRankings en date de septembre 2011.